# Liste der Monuments historiques in Trimer (Ille-et-Vilaine)
Die Liste der Monuments historiques in Trimer (Ille-et-Vilaine) führt die Monuments historiques in der französischen Gemeinde Trimer auf.

## Liste der Bauwerke
| Bezeichnung | Beschreibung              | Standort                   | Kennzeichnung | Schutzstatus | Datum | Bild           |
| ----------- | ------------------------- | -------------------------- | ------------- | ------------ | ----- | -------------- |
| Herrenhaus  | Erbaut im 17. Jahrhundert | 2, chemin du Manoir (Lage) | PA35000044    | Inscrit      | 2012  | weitere Bilder |

## Liste der Objekte
- Monuments historiques (Objekte) in Trimer (Ille-et-Vilaine) in der Base Palissy des französischen Kultusministeriums